# Fidai Mahaz
Le Front du Sacrifice (ou Fidai Mahaz, en pachto) est une faction dissidente des talibans durant la guerre afghane. Mené par le mollah Najibullah – connu également sous le sobriquet d'Omar Khitab –, ce groupe se forma en rupture avec la hiérarchie talibane de l'époque,.

## Histoire

### Fondation
Le Fidai Mahaz fut constitué par d’anciens affiliés aux talibans ainsi que par d’anciens partisans du Front Mollah Dadullah. Ces derniers avaient manifesté une profonde désillusion à l’égard de la direction talibane sous la houlette du mollah Akhtar Mansour, notamment à la suite des négociations de paix entreprises avec le gouvernement de Kaboul. Cette désaffection fut également suscitée par l’établissement d’un bureau politique au Qatar et par la sollicitation d’un appui venant de l'Iran,.
Le chef du groupe, le mollah Najibullah, a affirmé que les desseins de sa faction étaient clairement définis : mettre un terme au processus de paix engagé entre les insurgés et le gouvernement afghan, ainsi que poursuivre la lutte armée contre le pouvoir en place à Kaboul et les forces de l'OTAN jusqu’à leur retrait définitif du territoire afghan. 

### Guerre en Afghanistan
Selon des sources issues des services de renseignement afghans ainsi que des responsables talibans, le groupe Fidai Mahaz serait à l'origine de la tentative d'attentat-suicide contre le consulat indien dans la ville de Jalalabad, à l'est du pays, au début de l'année 2013. L'opération, finalement infructueuse, n'aurait pas atteint son objectif.
Le 11 mars 2014, le groupe Fidai Mahaz a revendiqué l’assassinat du journaliste britannico-suédois Nils Horner. Dans une déclaration en anglais, son porte-parole, Qari Hamza, a qualifié la victime d’« espion du MI6 », lui imputant ainsi des activités d’espionnage au profit des services secrets britanniques,,.
En 2020, le groupement exprima son désaveu à l’égard de l’accord de paix conclu à Doha entre les mandataires américains et le chef des talibans, Abdul Ghani Baradar. 
À la suite de la prise de pouvoir par les talibans, le mollah Abdul Qayyum Zakir ainsi que Sadr Ibrahim, initialement désignés pour diriger le mouvement, se virent attribuer les fonctions de vice-présidents au sein du premier cabinet intérimaire taliban. 

## Mort du mollah Omar
Fidai Mahaz a soutenu que le fondateur et ancien chef des talibans, le mollah Mohammed Omar, n’était point décédé de mort naturelle, mais avait été assassiné dans le cadre d’un coup d’État ourdi par le mollah Akhtar Mansour et le mollah Gul Agha. Le commandant taliban, le mollah Mansoor Dadullah, frère du défunt commandant supérieur, le mollah Dadullah, a également avancé que la mort d’Omar résultait d’un homicide. Le mollah Najibullah a relaté que, souffrant d’une maladie rénale, Omar requérait un traitement médicamenteux spécifique. Selon ses dires, Mansour aurait altéré ce remède par un poison, portant ainsi atteinte au foie d’Omar et contribuant à son affaiblissement progressif. Lorsque Omar convoqua Mansour et plusieurs membres de son entourage afin d’entendre sa volonté quant à la succession, il fut révélé que Mansour ne devait point accéder à la direction des talibans. Cette exclusion s’expliquait par l’implication présumée de Mansour dans des « accords déshonorants ». Pressé par Mansour de lui conférer sa succession, Omar refusa catégoriquement. C’est alors que Mansour l’abattit de plusieurs coups de feu, causant son décès. Najibullah affirme qu’Omar expira dans une cachette située dans la province méridionale de Zabul, en Afghanistan, dans l’après-midi du 23 avril 2013,.